# 托馬什夫卡 (沃洛達爾西克-沃林西基區)
50°39′5″N 28°42′27″E / 50.65139°N 28.70750°E
托馬什夫卡（烏克蘭語：Томашівка），是烏克蘭北部的村莊，隸屬日托米爾州的日托米爾區。該村面積0.31平方公里，2001年人口48，人口密度每平方公里152.87人。